# ジュンガル

ジュンガル・ホンタイジ国
ᠵᠡᠭᠦᠨ ᠭᠠᠷ ᠤᠨᠬᠠᠭᠠᠨᠲᠣᠣᠯᠣᠰ
Зүүнгарын хаант улс

ジュンガルの最大版図（1688年頃）。

ジュンガル（モンゴル語: Зүүнгар、ᠵᠡᠭᠦᠨ ᠭᠠᠷ　転写：jegün γar、ロシア語: Джунга́ры、準噶爾）は、17世紀から18世紀にかけて現在のジュンガル盆地を中心とする地域に遊牧民オイラトが築き上げた遊牧帝国、およびその中心となったオイラトの一部族。オイラト部族連合に属し、一時期はオイラトの盟主となって一大遊牧帝国を築き上げた。ジュンガル帝国の滅亡後、このような遊牧帝国が2度と生まれなかったため、最後の遊牧帝国とも呼ばれる。

## 名称
「ジュンガル」、「ジューンガル」とはモンゴル語で「左手、左翼」を意味するジェギュン・ガル (jegün-γar) からきている。伝統的な遊牧国家は南面して中央、右翼（baraγun-γar、西方）、左翼（jegün-γar、東方）の三部構造をとっており、オイラトのドルベト部政権において左翼（東方）を担っていた者たちが「ジュンガル」と呼ばれるようになった。

### 汗国という名称
ソ連のズラートキン（露: И.Я.Златкин）が著した『ジュンガル・ハン国史』（露: История Джунгарского ханства、1964年）を始めとして、ジュンガルの国をハン国（汗国）あるいはハーン国とする例が多いが、これは誤りである。そもそもジュンガルの部族長の称号は「ホンタイジ」であり、「ハーン」ではない。例外としてガルダン・ハーンのみが「ハーン」号を帯びているが、ジュンガルで「ハーン」号を使用したのは彼が最初で最後であり、他はすべて「ホンタイジ」号を採用している。

## 歴史

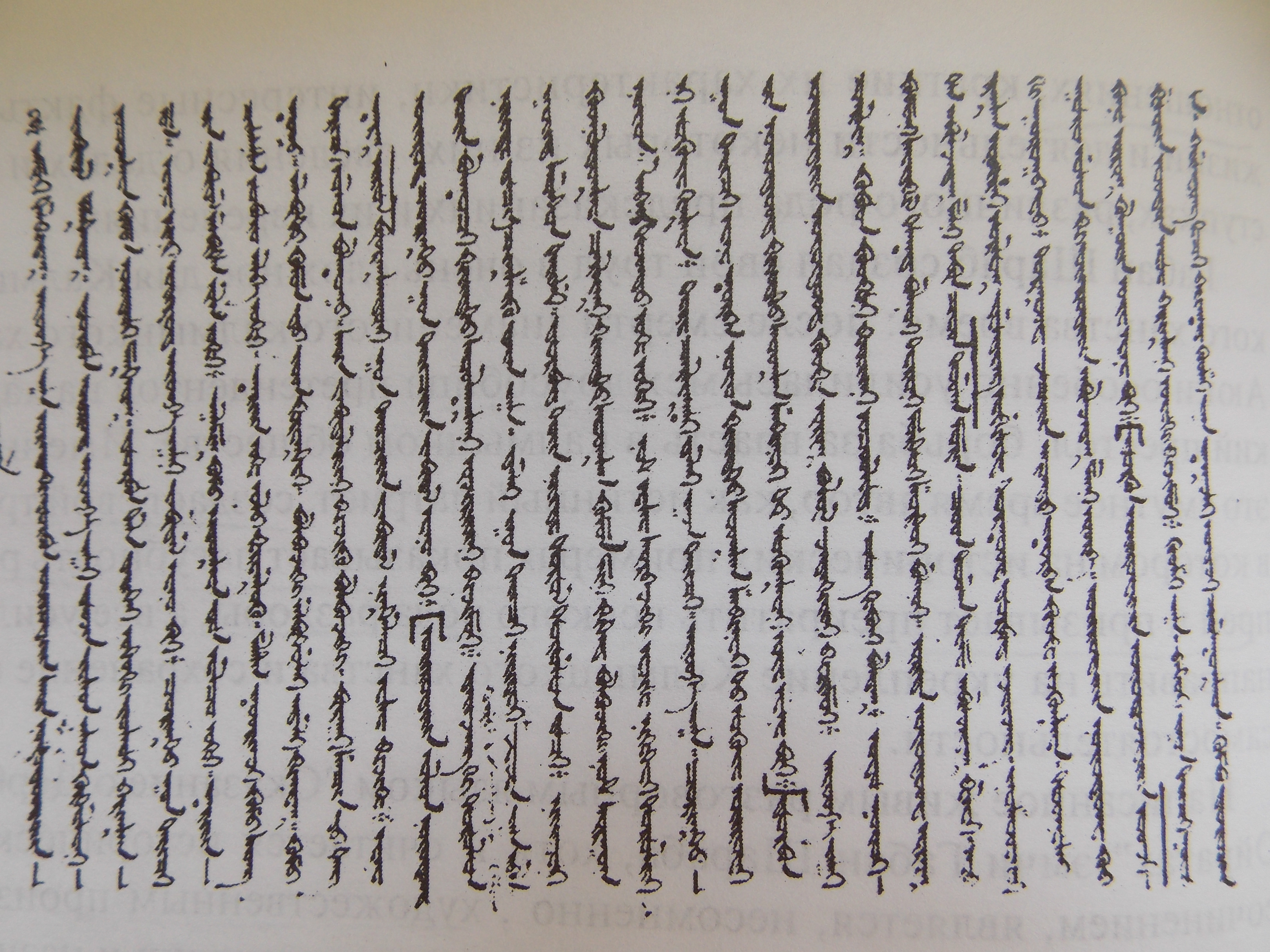
『四オイラト史』（1737年）。

### 起源
エムチ・ガワンシャラブの『四オイラト史』（1737年）において、「ドルベト、ジューンガルの一族は天から出た。管状の樹の下に幼児がおり、その樹液を吸って育ったので、その子孫をチョロースという」とあり、ウイグルの誕生説話に類似していることから、ウイグルの後裔と考えられるが、その住地から考察してナイマン部族の後裔と推測される。ジュンガルの系譜によると、15世紀にモンゴル高原の覇権を握ったオイラトのトゴン・タイシ、エセン・ハーンの後裔とされる。

### ジュンガルの登場
1619年頃、モンゴルのハルハ部のアルタン・ハーンのウバシ・ホンタイジはロシア皇帝（ツァーリ。当時はミハイル・ロマノフ）に使節を送り、「カルムィクのカラクラ・タイシャがモンゴルとロシアの間にいて、使節の往来を妨げているので、カラクラ・タイシャの部族を両方から挟撃しましょう」と申し出た。この「カルムィク」というのはテュルク語で「留まった者たち」を意味する「カルマーク (qalmāk)」がロシア側で訛った言い方であり、イスラム教に改宗しなかった「オイラト」を指す。「カラクラ・タイシャ」というのはジュンガルの始祖である「ハラフラ」を指す。アルタン・ハーンの申し出はモスクワ当局によって却下されたが、1620年頃に攻めてきたオイラトのトルグート部とジュンガル部をアルタン・ハーン自身で撃退した。この時、ジュンガル部長であったハラフラは妻子を奪われ、他のオイラト諸部とともにシベリアのロシア領内に逃げ込んだ。
1623年、四オイラト連合軍はハルハ部のアルタン・ハーンであるウバシ・ホンタイジを殺し、モンゴルの宗主権から脱した。このことはオイラト語の英雄叙事詩『ウバシ・ホンタイジ伝』でも詠われている。

### バートル・ホンタイジ
1636年、オイラトのホシュート部長トゥルバイフはチベット仏教ゲルク派の要請に応じて、青海に割拠するカルマ派のチョクト・ホンタイジを討伐した。翌年、チョクト・ホンタイジを殲滅したトゥルバイフはダライ・ラマ5世から「持教法王」の称号を授かり、グーシ・ノミーン・ハーン（国師法王）となると、青海遠征に同行したジュンガル部長ホトゴチンに「バートル・ホンタイジ」の称号を授けて中央アジアのオイラトを任せるとともに、自らはチベットを統一してチベット王の位に就いた（1642年）。
中央アジアのオイラト諸部の盟主となったバートル・ホンタイジは、ロシアと盛んに使節を交わし、交易をおこなったため、ロシア史料に頻繁に登場することとなった。

### ガルダン・ハーン
1653年、バートル・ホンタイジが亡くなると、息子のセンゲが領民の半分を相続して後継者となった。しかし、センゲの異母兄たちはこれを恨んで相続争いを起こし、1670年にセンゲを殺害した。時にセンゲの弟であるガルダンは13歳のころからチベットに留学していたが、10年の留学の末に帰国すると、兄の仇を討ってジュンガル部長となった。1671年、ダライ・ラマ5世はジュンガル部を平定したガルダンに「ホンタイジ」の称号を授けた。
1675年、ガルダンは舅でホシュート部長であるオチルト・ハーンと衝突し、翌年オチルト・ハーンを捕虜とした。これにより、それまでオイラト部族連合の盟主であったホシュート部に代わり、ジュンガル部がオイラト部族連合の盟主となった。ダライ・ラマ5世はガルダンに「持教受命王」の称号を授け、ゲルク派の擁護者として全オイラトのハーンに認定した。しかし、ジュンガル部でハーン位に就いたのは彼が最初で最後である。
1678年、ガルダン・ボショクト（受命）・ハーンはクムルとトルファンを征服し、1680年にはカシュガル、ヤルカンド、ホータンといったオアシス都市を征服してタリム盆地を支配するモグーリスタンのハーンと黒山党（カラ・タグルク、イスハーキーヤ）のホージャをイリに幽閉した。ガルダンは黒山党と対立する白山党（アク・タグルク、アーファーキーヤ）のホージャをヤルカンドに据えて毎年莫大な貢納を取り立てた。こうしてタリム盆地を支配する一方、1681年以降西方遠征にも着手し、カザフ草原のカザフ人やキルギス人を攻撃した。1684年にはタシュケントとサイラムを占領し、1685年にはアンディジャンに遠征した。

### 清との戦争
1688年、ガルダン・ハーンは東モンゴリア（外モンゴル）のハルハ部に侵攻を開始する。ハルハ部の内紛に乗じてガルダンの弟を殺したハルハ左翼部のトシェート・ハーンを討つべく、モンゴル高原に侵攻した。ガルダンは迎え撃つトシェート・ハーンを破り、仏教寺院エルデニ・ジョーと左翼のチェチェン・ハーンを攻撃、その地を略奪した。トシェート・ハーンと弟のジェブツンダンバ・ホトクト1世は南の内モンゴルへ逃れ、清の康熙帝に庇護を求めた。ガルダンは2人の引き渡しを要求したが、清が応じなかったため、遂に清と衝突することとなった。
ガルダンは南へ進軍中の1690年9月、北京北方300キロのウラーン・ブトン（ウラン・ブトン、ウランプトゥン、遼寧省赤峰市）で清軍と衝突する（ウラーン・ブトンの戦い）。ジュンガル軍はロシア製の大砲を装備していたが決着がつかず、ガルダンは漠北へ退いた。
1693年にはクムルのダルハン・ベク、アブド・アッラーらはジュンガルの搾取を嫌い、清に接近した。
またハルハ部のトシェート・ハーンらが康熙帝に臣従を誓ったため、モンゴル族すべてが清の支配下に入ることとなり、ハルハ部の故地を奪還するという大義名分を得た康熙帝は1696年、ジュンガル親征を開始し、ガルダンをジョーン・モド（チャオモード、昭莫多）で破った（ジョーン・モドの戦い）。敗走したガルダンは1697年4月4日にアルタイ山脈北のコプトで病死した。ガルダンの息子タンチラはクムルに亡命したがアブド・アッラーによって捕らえられ、清に渡され、翌年クムル地区は清の版図となった。

### ツェワンラブタン
ツェワンラブタンはすでにダライ・ラマ5世から「エルデニ・ジョリクト・ホンタイジ」の称号と、鉄の菊印の印璽を与えられていたが（1694年）、ガルダンの死去によって正式なジュンガル部長となった。ツェワンラブタンはカザフ草原や中央アジアのオアシスを侵略する一方、清朝とは一時的に友好的な関係であったが、1715年にクムル・トルファンで衝突が起こって以降、戦争状態となった。
ジュンガルはツェワンラブタン統治下、ロシア経由で工業化も進めた。北方戦争でロシアの捕虜となったスウェーデン人砲兵士官ヨハン・グスタフ・レナットはイリで1732年まで軍事技術供与に携わっている。1715年、ツェワンラブタンはクムルを襲撃するが、失敗する。追撃する清軍は翌1716年、敦煌、クムル、バリクルに屯田を開く。

#### チベットへの侵攻
時にチベットではダライ・ラマ5世の死後混乱状態となっており、ダライ・ラマ6世の乱立が起きていた。そんな中、青海ホシュート部長でチベットのグシ・ハン王朝の王ラサン・ハーンの権威が失墜し、彼に対するチベット人と青海ホシュート部領主たちの反感は増えていった。ツェワンラブタンはそれを利用して1716年、ツェレンドンドプ将軍に命じチベットに侵攻した。翌年、ジュンガル軍はラサを占領、ラサン・ハーンを討ち取った。しかし、ジュンガル軍がゲルク派以外の寺院や僧侶などを殺略したので、チベット人たちはジュンガルに敵意を抱くようになった。1718年9月、清はジュンガルに対抗するべく第1次派遣軍を出したが壊滅した（サルウィン川の戦い）。
1720年、康熙帝は第2次派遣軍を、青海・四川からチベットに進軍させ、ジュンガル軍を破り、ダライ・ラマ7世を擁立する。同年、さらに富寧安と傅爾丹（フルダン）の二人の将軍に命じてトルファン侵攻を開始する。当時ツェワンラブタンはロシアとの紛争に忙しく、東部の防衛はおろそかになっていた。清軍は翌年までにピチャン、チャルクリク、トルファン城を攻め落とし、1722年にはトルファンに屯田を開き、1723年には吐魯番漢城を築く。1722年には康熙帝は病死している。
1725年、清とジュンガルは講和し、清軍はバリクルより撤退した。このとき、トルファンのウイグル人はジュンガルを恐れて清への移住を申し出て、清に受け入れられ、粛州衛に移住した。1727年、ヴォルガ河畔からトルグート部の使節が到着したすぐあとにツェワンラブタンは毒を盛られて急死した。

### ガルダンツェリン
ツェワンラブタンの子であるガルダンツェリンは継母を毒殺の罪で処刑し、その子のロブサンショノを追い出すと、ジュンガル部長となり、ホンタイジの位に就いた。ガルダンツェリンは父の遺志を継ぎ、カザフ草原やシル川流域、フェルガナ、バダフシャーンに侵攻した。1731年には漠北のモンゴル高原に侵入し、ホブド（科布多）の西で清軍を破り（ホトン湖の戦い）、ハルハ各地を侵犯した。翌年、ジュンガル軍は再びハルハに侵入したが、親王ダンジンドルジとエフ・ツェリン率いるハルハ軍に大敗した。1739年、ハルハ部とオイラト諸部の間で境界が画定され、お互いアルタイ山脈を越えないことを約束した。
モンゴル高原の領有は失敗したものの、東方の脅威が無くなったため、ガルダンツェリンは西方攻略に専念できた。当時三つのジュズに分かれていたカザフ・ハン国は頻繁にジュンガルの侵攻を受けたため、1740年にロシア帝国に庇護を求めた。これによってカザフ草原へのジュンガル侵入は止んだが、ジュンガルの別動隊が中央アジアのタシュケントとトルキスタンを占領し、コーカンド・ハン国に侵入してバダフシャン王子をイリに連れて行った。

### ジュンガルの衰退と滅亡

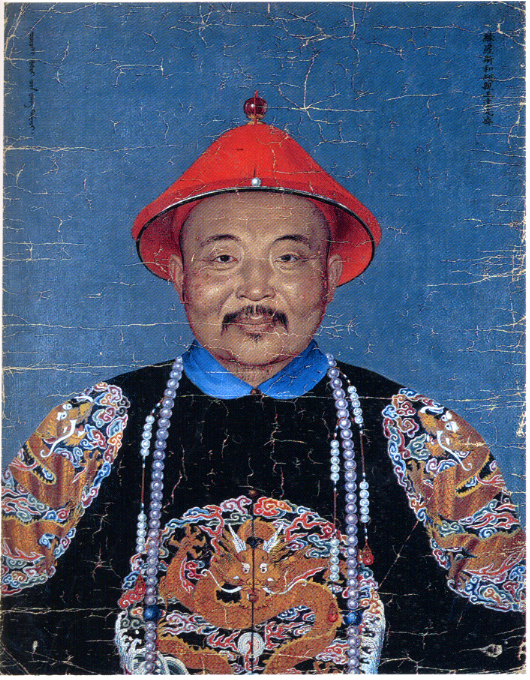
ダワチ

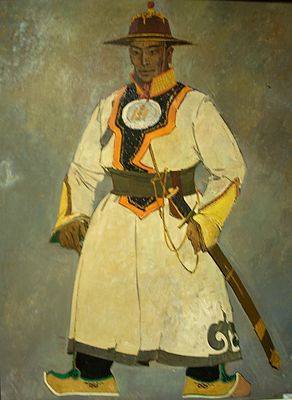
アムルサナー

1745年、ガルダンツェリンが亡くなると、ジュンガル部およびオイラト部族連合はたちまち分裂状態となった。1750年に息子のラマダルジャーが継いだが、兄弟での内紛が勃発、1753年にはホイト部長のアムルサナーによってバートル・ホンタイジの玄孫であるダワチが擁立され、ラマダルジャーは殺害された。しかし同年からドルベト部などが清に投降するようになり、1754年にはダワチと不和になったアムルサナーまでも清に投降した。1755年、清の乾隆帝はこの機に乗じてモンゴル軍と満洲軍を動員した大軍をジュンガルに進軍させ、わずか100日でタリム盆地に逃げ込んだダワチを捕獲し、ジュンガル帝国を滅ぼした。
清朝は四オイラトにちなんで帰属したオイラトの人々を四部に分け、各部にハーンを置こうとした。しかし、1757年にアムルサナーがこれに不満を抱いてホンタイジと称し、鉄の菊印璽を勝手に使用して清朝に叛き、独立を宣言した。その後アムルサナーは清軍の追撃を受けてカザフの中ジュズに逃げ込んだが、ザイサン湖に到着した時、天然痘を発病し、トボリスクで死んだ。一方、捕えられたダワチは北京で庇護され、清皇室の王女と結婚したが、酒に溺れて1759年にカルガンで死去した。
その後のジュンガル残党はしばしば清軍を襲撃するなどしたが、それを掃討する清軍によって天然痘が持ち込まれ、オイラトの人口が激減し、特にジュンガルの人々はほぼ全滅した。

## 文化

### 経済
ジュンガルの経済基盤は伝統的な遊牧帝国と同様、内陸貿易の拠点をおさえて遠距離の交易から利益を得ることと、周りの異民族を襲撃して家畜や領民を略奪するとともに、彼らから貢納を徴収することであった。ジュンガルがタリム盆地から徴収した貢納は、穀物・綿花・紅花または貨幣・商税・金銅税・果税である。北方の山地タイガや草原で暮らすテュルク系諸族に対しても重税を課し、穀物・鉄製品・家畜・黒貂の皮・獣類を徴収した。

### 農業
ジュンガルの支配下に入った中央アジアのテュルク系ムスリムはすべてブハラ人と総称され、軍事のほか、イリ地方に移住させられて農耕に従事した。1720年代にはブハラ人だけでなく、遊牧民であるオイラト人も農耕をおこない、小麦・大麦・黍・米・カボチャ・スイカ・ブドウ・アンズ・リンゴなどを栽培した。

### 軍事
ジュンガルは早くからロシアと通じ、火器類などを製造する技術を持っており、戦闘には鉄砲・大砲・弓矢・刀槍を利用し、大砲はラクダに乗せていた。ジュンガル軍の主力は騎馬兵であり、その中核を担ったのは弓手・火縄銃手・槍騎兵であった。火縄銃手はプーチン（砲手）と呼ばれ、キルギス人やブハラ人が担当した。これら外人部隊も遊牧部族と同様、千人隊で1オトクと数えられた。

## 歴代君主
ジュンガルの歴代君主はモンゴルにおいて副王の意味であったホンタイジ（語源は皇太子）号を採用し、チベットのダライ・ラマから授与されることで即位とした。ジュンガルがホンタイジ号を使用したことで、ホンタイジの意味は副王からオイラトの盟主を指す意味にもなった。
| 名                               | 称号                             | 在位                                        | 続柄                   |
| -------------------------------- | -------------------------------- | ------------------------------------------- | ---------------------- |
| ホトゴチン                       | バートル・ホンタイジ             | 1637年-1653年                               | ハラフラの子           |
| センゲ                           | ホンタイジ                       | 1653年-1670年                               | ホトゴチンの子         |
| ガルダン                         | ホンタイジ、ボショクト・ハーン   | 1671年-1678年（1678年から1697年までハーン） | センゲの弟             |
| ツェワンラブタン (ᠼᠧᠸᠠᠩ ᠠᠷᠠᠪᠲᠠᠨ) | エルデニ・ジョリクト・ホンタイジ | 1697年-1727年                               | センゲの子             |
| ガルダンツェリン                 | ホンタイジ                       | 1727年-1745年                               | ツェワンラブタンの子   |
| ツェワンドルジ・ナムジャル       | ホンタイジ                       | 1745年-1750年                               | ガルダンツェリンの次男 |
| ラマダルジャー                   | ホンタイジ                       | 1750年-1752年                               | ガルダンツェリンの次男 |
| ダワチ                           | ホンタイジ                       | 1752年-1755年                               | ホトゴチンの玄孫       |